# ألانيا فالسيزيا
ألانيا فالسيزيا هي بلدية أو قرية صغيرة في وادي فالسيزيا في مقاطعة فرشيلي التابعة لإقليم بييمونتي في إيطاليا. موقع التراث العالمي لليونسكو منذ عام 2013. وهي مكان سياحي لتسلق الجبال والرياضات الشتوية، وتشتهر دوليا بالتزحلق على الثلج. تم إنشاؤها من قبل (والسير) في بداية القرن الثاني عشر. وهي تقع على ارتفاع 1,191 متر (3,907 قدم) إلى الجنوب من مونتي روزا، التي تقع على ارتفاع 4,638 متر (15,217 قدم) (ثاني أعلى قمة في جبال الألب) وهي قريبة جدا من ميلانو حوالي 130 كيلومتر (81 ميل) وتبعد عن مطار مالبينسا حوالي 106 كيلومتر (66 ميل).

## السكان
في سنة 1861 بلغ عدد السكان 648 نسمة، وتطور العدد ليصل في سنة 2011 لـ 420 نسمة.
يظهر هذا المخطط البياني تطور النمو السكاني لـ ألانيا فالسيزيا

## وصلات خارجية
- Alagna Valsesia
- Freeride Paradise
- Saluti da Alagna
- Official tourism information
- Photos of Alagna